# Автентикация (компютърна сигурност)
 Тази статия е за Автентикация (компютърна сигурност).  За значението на термина в по-широк смисъл вижте Автентикация.  
Автентикация (на английски: Authentication) в компютърната сигурност означава удостоверяване на самоличност / истинност / автентичност или потвърждение за автентичност. Според българския Закон за електронната идентификация удостоверяване на автентичност означава електронен процес, който позволява електронната идентификация на физическо или юридическо лице (процес на използване на данни в електронен вид, които представляват лицето по уникален начин) или потвърждаването на произхода и целостта на данните в електронна форма.
Един от начините за електронна идентификация на потребител пред компютърна система – например операционна система – е да въведе идентификатор, например потребителско име и парола – които разрешават ползването на определен ресурс. Често процесът се нарича „влизане“ или „логин“ (на английски: login). След като получи от потребителя въведеното потребителско име и парола, софтуерът ги сравнява със стойностите, които се съхраняват в специална база данни и ако съвпадат, допуска потребителя в системата. В този случай правилността на паролата гарантира, че потребителят или устройството са автентични. При всяка следваща употреба потребителят трябва да знае и ползва по-рано заявената парола. Слабост на този начин е, че паролите могат да бъдат откраднати, случайно разкрити или просто забравени.
Много организации и учреждения изискват освен идентификацията и по-строго удостоверяване. Счита се, че използването на цифрови сертификати, издадени от нарочен сертификационен орган (на английски: Certificate Authority (CA)) като част от инфраструктура с публичен ключ има вероятност да се превърне в стандартен начин за удостоверяване на самоличност в интернет.

## Майкрософт
Според помощните страници на Майкрософт процесът на удостоверяване включва три основни стъпки:
1. Идентифициране: потребителите показват кои са чрез потребителско име.
2. Удостоверяване: потребителите доказват, че са именно те, като въведат парола (нещо, което само потребителят трябва да знае). За да подсилят защитата, много организации също така изискват от тях да доказват самоличността си с още нещо, (например телефон) или по биометричен начин (скенер на пръстови отпечатъци или лице).
3. Упълномощаване (авторизация): системата проверява дали потребителият има разрешение за конкретния ресурс, до който се опитва да получи достъп.

Въпреки че удостоверяването и упълномощаването често се използват взаимозаменяемо, те са отделни неща. Удостоверяването потвърждава, че потребителят, който влиза, е този, който казва, че е, докато упълномощаването потвърждава, че той има разрешение за достъп до информацията, която иска. Например някой в отдел „Човешки ресурси“ може да има достъп до чувствителни данни, като заплати или файлове на служители, които други служители не могат да виждат. Както удостоверяването, така и упълномощаването са от решаващо значение за производителността и защитата на чувствителните данни, интелектуалната собственост и поверителността.

## Електронни документи
Автентикацията на електронен документ има за цел той да бъде защитен от възможни злоумишлени действия, например:
- активно прихващане – нарушителят се включва в компютърната мрежа и прихваща документа (файла);
- маскарад – абонатът Х изпраща документ на абоната Б от името на абоната А;
- ренегатство – абонатът А заявява, че не е изпращал съобщения на абоната Б, макар всъщност да е изпратил;
- подмяна – абонатът Б изменя или формира нов документ и заявява, че го е получил от абоната А;
- повторение – абонатът Х повтаря документ, който абонатът А е изпратил до абоната Б.